# Jeremy Moss
Jeremy Allen Moss (sinh ngày 23 tháng 6 năm 1986) là một chính khách Dân chủ từ Michigan hiện đang đại diện cho Quận 11 của Thượng viện, bao gồm Farmington, Farmington Hills, Ferndale, Hazel Park, Huntington Woods, Lathrup Village, Madison Heights, Oak Park, Pleasant Ridge, Royal Oak Township, và Southfield. Trước khi đắc cử vào Thượng viện Michigan, ông đã phục vụ tại Hạ viện Michigan từ 2014 - 2018, và vẫn là thành viên trẻ nhất từ trước đến nay của Hội đồng thành phố Southfield.

## Đời tư
Ông sinh ngày 23 tháng 6 năm 1986 tại Detroit và là cư dân trọn đời của Southfield, Michigan. Mossi là người Do Thái. Ông học Trường Hillel Day và tốt nghiệp Trường trung học Wylie E. Groves tại Khu trường công lập Birmingham.
Ông tốt nghiệp loại giỏi từ Đại học bang Michigan với bằng cử nhân báo chí và chuyên ngành khoa học chính trị. Khi theo học tại bang Michigan, ông đã nghiên cứu về quan hệ chủng tộc ở Nam Phi và tốt nghiệp Học bổng chương trình lãnh đạo chính trị Michigan. Ông cũng là chủ tịch của Phi Sigma Pi của trường đại học.
Moss hiện là một tổ chức thành viên như chương Greater Southfield/Farmington của Hiệp hội quốc gia vì sự tiến bộ của người da màu và Lực lượng đặc nhiệm Martin Luther King, và là thành viên hội đồng của Hội thánh Beth Ahm ở Hạt Oakland.
Ông cũng phục vụ trong Ủy ban Trung ương Nhà nước của Đảng Dân chủ Michigan, với tư cách là thành viên hội đồng quản trị của Câu lạc bộ Dân chủ Làng Southfield Lathrup, và đã từng là Đại biểu Khu Dân chủ Khu dân cư Southfield. Ông là đại biểu dự khuyết từ Michigan đến Hội nghị Quốc gia Đảng Dân chủ 2012. Năm 2011, ông được Đảng Dân chủ trẻ của quận chọn là Đảng Dân chủ của năm.
Ông là người đồng tính công khai.